# Herrschaft Landstuhl

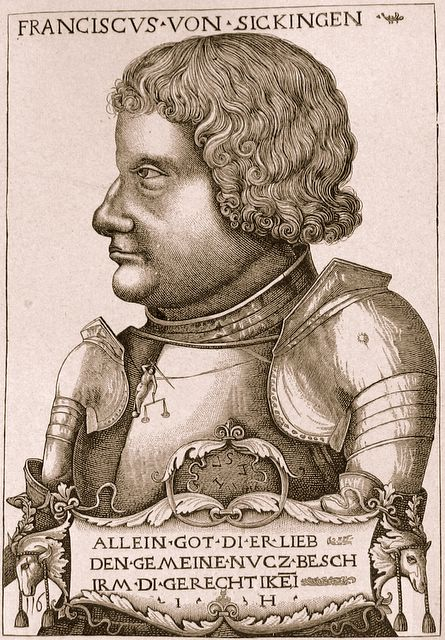
Franz von Sickingen, ein namhafter Vertreter des Adelsgeschlechts von Sickingen

Die Herrschaft Landstuhl war ein ritterschaftliches Territorium des Heiligen Römischen Reiches Deutscher Nation im heutigen Rheinland-Pfalz. Vom 16. bis zum 18. Jahrhundert im Lehensbesitz der Herren von Sickingen, fiel sie 1801 mit dem Linken Rheinufer an Frankreich und kam 1816 zum Königreich Bayern.

## Geographie
Das Gebiet der Herrschaft Landstuhl hatte Anteil am Landstuhler Bruch und der südlich davon mit einer ausgeprägten Höhenstufe anschließenden Westricher Hochfläche. Am Südrande des Bruchs entstanden Siedlungen entlang der bedeutenden den Pfälzerwald querenden Straße, darunter der Königshof Landstuhl. Auf der Hochfläche entstanden Siedlungen im Mittelalter zuerst in den wasserreichen engen Kerbtälern. Hier war etwas Viehzucht möglich, jedoch die Buntsandsteinböden mager und ertragsarm. Die fruchtbaren Muschelkalkböden der Hochflächen boten wenig Quellwasser, aber ertragreiches Ackerland, und wurden zuletzt besiedelt. 

## Geschichte
Aus dem Reichsland um Kaiserslautern abgespalten, war der Besitz von Burg und Herrschaft Landstuhl im Spätmittelalter zersplittert. 1518 gelang es Franz von Sickingen, alle Anteile an Burg und Herrschaft Landstuhl von den verschiedenen Besitzern als Lehen zu erhalten. Dazu gehörten im Jahr 1518 1/4 als Pfandschaft von der Grafschaft Sponheim, 1/4 als Lehen von der Grafschaft Sponheim, 1/6 als Lehen von Pfalz-Zweibrücken, 1/6 als Lehen von Zweibrücken-Bitsch und 1/6 als Lehen von Nassau-Saarbrücken. Kriegsbedingt kam die Herrschaft Landstuhl 1523–43 zeitweise an Kurpfalz, 1680–97 zeitweise an Frankreich, blieb aber weiterhin Lehensbesitz der Nachkommen Franz von Sickingens. 1570 errichtete Franz Konrad von Sickingen ein Testament, wonach die liegenden Güter ein Familienfideikommiss seiner fünf Söhne und ihrer männlichen Nachkommen bilden sollten, was auch geschah. Die Herrschaft Landstuhl fiel an die Linie Sickingen-Landstuhl, die 1646 ausstarb, ab 1605 de facto an die Linie Sickingen-Schallodenbach.
Als die Linie Sickingen-Schallodenbach ausstarb, erhielt die Linie Sickingen-Ebernburg im Jahre 1680 die Herrschaft Schallodenbach und die Hälfte der Herrschaft Sien. In die Herrschaft Landstuhl teilten sich die Linien Sickingen-Sickingen und Sickingen-Hohenburg, wobei Burg und Flecken Landstuhl Kondominium beider Linien blieben. 1773 verkaufte die Linie Sickingen-Hohenburg ihren Teil gegen Zahlung einer jährlichen Rente von 11.000 Gulden an die Linie Sickingen-Sickingen, die somit in den Alleinbesitz kam. 1801 fiel die Herrschaft mit dem Linken Rheinufer an Frankreich. Das den Reichsritterschaften inkorporierte Gebiet fiel in die fünfte und letzte Entschädigungsklasse und die Besitzer gingen im Reichsdeputationshauptschluss 1803 leer aus.
Nach Napoleons Niederlage kam die Familie 1814 nochmals in den Besitz der Landstuhler Allodien und die Erträge flossen ihr erneut zu. Da während der Franzosenzeit die Landstuhler Rente für zwei Jahrzehnte nicht gezahlt worden war, zwang Sickingen-Hohenburg im Jahr 1818 Sickingen-Sickingen zur Annullierung des Hausvertrags von 1773. Beide Linien lösten 1818 das Familienfideikommiss von 1570 und begannen mit Güterverkäufen großen Stils. 1834 starb die Linie Sickingen-Sickingen aus und der letzte Familienzweig Sickingen-Hohenburg lebte im Kaisertum Österreich und verkaufte die verbliebenen linksrheinischen Besitztümer.

## Umfang
Die Umschreibung der Homburger Rechte im Jahr 1364 lässt bereits den späteren Umfang der Herrschaft erkennen. Hier und im undatierten ältesten Weistum von Landstuhl umfasste die Herrschaft noch die Gemarkungen von Wallhalben, Hettenhausen, Saalstadt, ganz Kirchenarnbach und Obernheim und das 1589 an Pfalz-Zweibrücken vertauschte Wiesbach. 
Reinhard von Sickingen zu Landstuhl gelang im Oktober 1589 die Arrondierung seines Herrschaftsgebiets durch ein Tauschgeschäft mit Pfalzgraf Johann I. von Pfalz-Zweibrücken. Er erhielt die zweibrückischen Leibeigenen samt Niedergerichtsbarkeit und der Hornbacher Klostermeierei im sog. Queidersbacher Hof sowie die zweibrückischen Anteile an Mittelbrunn. Dafür überließ er dem Pfalzgrafen die Hoheits- und Gerichtsrechte über das Dorf Wiesbach mit den dazu gehörenden Höfen Krähenborn und Felsbach, allerdings wurde ein ca. 1700 Morgen umfassendes Areal im Norden der Gemarkung abgetrennt und Martinshöhe zugeschlagen. Auch die Patronatsrechte über die Wiesbacher Pfarrkirche gingen an Zweibrücken, zwei Drittel der Zehnteinkünfte auf dem Dorfbann in seiner ursprünglichen Ausdehnung, der damit als Zehntbezirk weiter existierte, verblieben allerdings bei Sickingen. Reinhards Söhne Johann Casimir und Franz teilten 1629 die Herrschaft Landstuhl unter sich auf. 1629 gehörten zum Großgericht die neun Dörfer Bann, Harsberg, Hermersberg, Horbach, Krickenbach, Linden, Queidersbach, Weselberg und Zeselberg. Zum Kleingericht gehörten elf Orte Gerhardsbrunn, Kirchenarnbach, Langwieden, Martinshöhe, Mittelbrunn, Mühlbach, Niederlabach, Oberarnbach, Oberlabach, Obernheim und Sumsbach. Kondominium beider Söhne blieben Burg und Stadt Landstuhl, das Bürgel und Kindsbach.
Fünf der neun Orte des Großgerichts und sechs der elf Orte des Kleingerichts waren gegen Ende des Dreißigjährigen Krieges 1646 verlassen, der Rest verarmt, Landstuhl und Kindsbach waren noch bewohnt. Kindsbach wurde vor 1680 aus dem Kondominium zum Großgericht gezogen.
Zwischen 1680 und 1773 umfasste die Herrschaft Landstuhl die Burg Nanstein und den Flecken Landstuhl als Kondominium, das Großgericht im Besitz der Linie Sickingen-Hohenburg und das Kleingericht im Besitz der Linie Sickingen-Sickingen.
| Ort             | Gericht         | Herrschaft         | Lage   | Toponymie 1681, 1738, um 1775                                                                  |
| --------------- | --------------- | ------------------ | ------ | ---------------------------------------------------------------------------------------------- |
| Bann            | Großgericht     | Landstuhl          | Tal    | 1681: Bann, 1738: Bann, 1775: Bann                                                             |
| Gerhardsbrunn   | Kleingericht    | Landstuhl          | Höhe   | 1681: Gerardsborn, 1738: Germsborn, 1775: Gerhardsbronn                                        |
| Harsberg        | Großgericht     | Landstuhl          | Höhe   | 1681: Haarsberg, 1738: Hasprick, 1775: Harschberg                                              |
| Hauptstuhl      | Kleingericht    | Landstuhl          | Straße | 1681: Habstuhl, 1738: Abstoul, 1775: Hauptstuhl                                                |
| Hermersberg     | Großgericht     | Landstuhl          | Höhe   | 1681: Hermersberg, 1738: Hersmersberg, 1775: Hermersberg                                       |
| Horbach         | Großgericht     | Landstuhl          | Tal    | 1681: Horbach, 1738: Orbach, 1775: Horbach                                                     |
| Kindsbach       | Großgericht     | Landstuhl          | Straße | 1681: Kinßbach, 1738: Kinsbach, 1775: Kinsbach                                                 |
| Kirchenarnbach  | Kleingericht    | Landstuhl (Anteil) | Tal    | 1681: Kirchenarnbach, 1738: Kerich Harembach, 1775: Kirchenarnbach                             |
| Knopp           | Kleingericht    | Landstuhl          | Höhe   | 1681: Niederlaubach, sonsten der Knopff genant, 1738: Knaupe, 1775: Knopf                      |
| Krickenbach     | Großgericht     | Landstuhl          | Tal    | 1681: Krückenbach, 1738: Rikebach, 1775: Kriggenbach                                           |
| Labach          | Kleingericht    | Landstuhl          | Tal    | 1681: Oberlaubach, 1738: Lapach, 1775: Labachhoff                                              |
| Landstuhl       | Landstuhl       | Landstuhl          | Straße | 1681: Landstuhl, 1738: Landstoul, 1775: Landstuhl                                              |
| Langwieden      | Kleingericht    | Landstuhl          | Tal    | 1681: Langwieden, 1738: Langeten, 1775: Langwieden                                             |
| Linden          | Großgericht     | Landstuhl          | Tal    | 1681: Linden, 1738: Lemen, 1775: Linden                                                        |
| Martinshöhe     | Kleingericht    | Landstuhl          | Höhe   | 1681: Mertinshöhe, 1738: Mertenze, 1775: Martinshöhe                                           |
| Mittelbrunn     | Kleingericht    | Landstuhl          | Tal    | 1681: Mittelborn, 1738: Mittelbrun, 1775: Mittelbronn                                          |
| Mühlbach        | Kleingericht    | Landstuhl          | Straße | 1681: Mühlbach, 1738: Mulbach, 1775: Mühlbach                                                  |
| Niederlabach    | Kleingericht    | Landstuhl          | Tal    | 1681: Niederlaubach, sonsten der Knopff genant, 1738: -, 1775: Labach                          |
| Oberarnbach     | Kleingericht    | Landstuhl          | Tal    | 1681: Armbach, 1738: OberArembach, 1775: Oberarenbach                                          |
| Obernheim       | Kleingericht    | Landstuhl (Anteil) | Tal    | 1681: Oberheimb, 1738: Obrum, 1775: Oberheim                                                   |
| Queidersbach    | Großgericht     | Landstuhl          | Tal    | 1681: Quaidersbach, 1738: Weilerbach, 1775: Queidersbach                                       |
| Scharr          | Kleingericht    | Landstuhl          | Höhe   | 1681: -, 1738: -, 1775: Scharr                                                                 |
| Schauerberg     | Kleingericht    | Landstuhl          | Höhe   | 1681: -, 1738: Chaureberg, 1775: Schauerberg                                                   |
| Sumsbach        | Kleingericht    | Landstuhl          | Tal    | 1681: seindt die häußer daraus nach ietztged[achtem] Gerardsborn transferirt, 1738: -, 1775: - |
| Weselberg       | Großgericht     | Landstuhl          | Höhe   | 1681: Weßelberg, 1738: Waiselberg, 1775: Weeselberg                                            |
| Zeselberg       | Großgericht     | Landstuhl          | Höhe   | 1681: Zeselberg, 1738: Saizelberg, 1775: Zeeselberg                                            |
| Objekt          |                 |                    |        |                                                                                                |
| Burg Nanstein   | Herrschaft      | Landstuhl          | Berg   | 1681: das Schloß auffm Berg, 1738: -, 1775: -                                                  |
| Burg Perlenberg | Herrschaft      | Landstuhl          | Berg   | 1681: -, 1738: Berlerberg Ruine, 1775: Berlenberg                                              |
| Bürglein        | Herrschaft      | Landstuhl          | Straße | 1681: zwey alte ruinirte Schlößlein, deren eines das bürglein genandt, [...], 1738: -, 1775: - |
| Einsiedlerhof   | Deutscher Orden | Landstuhl (1/2)    | Straße | 1681: -, 1738: Einsidelle Commanderie, 1775: Meinsiedlerhoff                                   |
| Erkelshäuserhof | Großgericht     | Landstuhl          | Höhe   | 1681: -, 1738: -, 1775: Hergelhausen                                                           |
| Junkerhaus      | Herrschaft      | Landstuhl          | Straße | 1681: zwey alte ruinirte Schlößlein, [...], das andere das Junckern Hauß, 1738: -, 1775: -     |
| Neubau          | Kleingericht    | Landstuhl          | Straße | 1681: -, 1738: -, 1775: Neubau                                                                 |
| Neumühle        | Großgericht     | Landstuhl          | Tal    | 1681: -, 1738: Moulin & Cense, 1775: Neumühl                                                   |
| Steigerhof      | Großgericht     | Landstuhl          | Tal    | 1681: -, 1738: -, 1775: Steigerhoff                                                            |

## Religion
Um 1500 gab es in der Herrschaft Landstuhl sechs Pfarreien, die zum Archipresbyterat Landstuhl im Südwestzipfel der Wormser Diözese gehörten: Landstuhl, Horbach, Kirchenarnbach, Labach und Ruppach. Die Pfarrei Wiesbach an der Südwestgrenze des Reichslands Kaiserslautern und der Herrschaft Landstuhl gehörte demgegenüber seit alters zum Bliesgau und – bis 1803 – zur Diözese Metz. Franz von Sickingen wurde durch Ulrich von Hutten für die Reformation begeistert, setzte sich für Martin Luther ein und bot ihm 1521 Asyl auf der Ebernburg an, wovon Luther keinen Gebrauch machte. Franz von Sickingen führte in der Landstuhler Pfarrei die Reformation ein und berief 1522 Martin Butzer nach Landstuhl. Mit Franz von Sickingens Fall und Tod und der kurpfälzischen Besatzung wurde die Herrschaft Landstuhl nach 1523 umgehend rekatholisiert. Mit der Rückgabe der Herrschaft an die Söhne Franz von Sickingens wurde ab 1544 sukzessive die Reformation nach dem Augsburger Bekenntnis eingeführt und blieb bis zum Dreißigjährigen Krieg die herrschende Konfession. Da Ort und Pfarrei Ruppach aufgegeben wurden und Wiesbach 1589 an Pfalz-Zweibrücken vertauscht wurde, blieben zunächst vier Pfarreien.
Im Dreißigjährigen Krieg wechselten die Konfessionsverhältnisse mit der jeweiligen Besatzung der Herrschaft Landstuhl mehrfach. Johann Casimir und Franz von Sickingen zu Landstuhl konvertierten 1627 zum katholischen Glauben, setzten alle lutherischen Geistlichen ab und beriefen katholische Priester. Kurpfalz vertrieb 1668 die lothringische Besatzung aus der Burg Nanstein und setzte 1668 mit Zacharias Leopoldi wieder einen lutherischen Pfarrer in Landstuhl ein. Als die Sickinger 1669 mit Landstuhl belehnt wurden, stellten sie mit Johannes Leonardi einen katholischen Geistlichen daneben. Infolge der Reunionspolitik Frankreichs nach 1680 und der 1685 erfolgten Ablösung der reformierten pfalz-simmernschen Kurlinie durch die katholische pfalz-neuburgische Kurlinie in der Kurpfalz gewann die katholische Konfession die Oberhand: Die Bezüge des lutherischen Pfarrers Leopoldi wurden halbiert, dann gestrichen. Leopoldi ging in das leiningische Herschberg ins Exil. 1699 wurde ein Simultaneum in Landstuhl eingeführt, wobei der katholische Priester am Ort wohnte und der lutherische für den Gottesdienst anreiste. Im 18. Jahrhundert waren zwischen 50 und 70 % der Einwohner der Herrschaft katholisch, etwa 30 bis 50 % gehörten einer evangelischen Konfession an. Die Lutheraner hatten nach 1715 nur im Kleingericht Gelegenheit zur öffentlichen Religionsausübung. Im Flecken Landstuhl waren alle Bürger katholisch, da keine evangelischen Bürger angenommen wurden. 1778 wurden in Bann, Martinshöhe und Weselberg, 1785 in Labach neue katholische Pfarreien gegründet. Nach 1785 wurde die Religionspolitik der Sickinger toleranter und den Reformierten und Lutheranern wurde das Simultaneum in der Alten Kapelle in Landstuhl zugestanden, die Lutheraner erhielten weiter das Simultaneum zu Labach und Kirchenarnbach und den Alleingebrauch der Kapelle zu Langwieden.

## Wirtschaft
Da durch den Dreißigjährigen Krieg und die Reunionskriege des 17. Jahrhunderts Rechtsentwicklung und Rechtsüberlieferung in der Region stark beeinträchtigt waren, bot die Herrschaft im Jahr 1699 den Alteingesessenen und Neusiedlern das unverteilte Land der Dorfgemarkungen außerhalb der Siedlungen gegen eine Anerkennungsgebühr zum Kauf an. So bestanden in den Dörfern während des 18. Jahrhunderts Losmannschaften mit der Folge, dass die Zahl der Bauernstellen sich kaum vermehrte. Neue Hofgüter auf Rodungsland entstanden in geringer Anzahl. 1719 ließ Ferdinand Hartmann von Sickingen-Hohenburg den Steigerhof anlegen und im Erbbestand ausgeben. Um 1730 wurde durch die Hohenburger Herrschaft der Erkelshäuserhof angelegt und ebenfalls im Erbbestand ausgegeben. Im Kleingericht wurden im 18. Jahrhundert durch die Sickinger Herrschaft der Neumühlhof und der Neubauhof angelegt. Nachdem die Sickinger Herrschaft nicht mehr in Landstuhl residierte, sondern repräsentative Wohnsitze in Mainz, Mannheim und Freiburg im Breisgau bewohnte, flossen auch die Steuern und Abgaben nicht mehr in die Herrschaft Landstuhl zurück. Im Flecken Landstuhl bestanden durch die Lage an der stark befahrenen Ost-West-Verbindung günstige Voraussetzungen für Handel und Gewerbe, doch wurden die Möglichkeiten nicht genutzt. Eine Quelle aus dem Jahr 1785 schildert die Wirtschaft im Flecken als ruiniert:

„...daß nachdem die herrschaft die lutherischen nach und nach in dem städtlein abgehen lassen und keine neue evangelischen bürger mehr angenommen, sich solches mit lauter armen leuthen angepflanzt und der nahrungszustand dadurch so heruntergekommen, daß ... auch die krämer und wirte alle miteinander elendiglich verdorben und an den Bettelstab gekommen.“

## Belege
1. ↑  Lehmann 1866, S. 152
2. ↑  Lehmann 1866, S. 158
3. ↑  Lehmann 1866, S. 165
4. ↑  Michael Benz: Sickingen–Bildnisse, München 1985, S. 22
5. ↑  Michael Benz: Sickingen–Bildnisse, München 1985, S. 24
6. ↑  Michael Benz: Sickingen–Bildnisse, München 1985, S. 141
7. ↑  Michael Benz: Sickingen–Bildnisse, München 1985, S. 84 f.
8. ↑  Michael Benz: Sickingen–Bildnisse, München 1985, S. 85
9. ↑  Michael Benz: Sickingen–Bildnisse, München 1985, S. 158
10. ↑  Hans-Walter Herrmann: Die Grafen von Homburg, Beiträge zur Geschichte eines Westricher Adelsgeschlechtes, in: Mitteilungen des Historischen Vereins der Pfalz 77 (1979), S. 27–76, hier S. 38 f.
11. ↑  Dieter Blinn: "Zu Richtigmachung aller nachbarlichen Irrungen die Jezundt seyn oder Künfftig entstehen möchten". Der sickingisch-zweibrückische Tauschvertrag vom Oktober 1589; zugleich ein Beitrag zur älteren Geschichte von Wiesbach. In: Kaiserslauterer Jahrbuch für pfälzische Geschichte und Volkskunde. Band 20-24, Nr. 2020-2024, S. 37–102.
12. ↑  Langbrandtner 1991, S. 111
13. ↑  Langbrandtner 1991, S. 114 f.
14. ↑  Michael Frey: Versuch einer geographisch-historisch-statistischen Beschreibung des königl. bayer. Rheinkreises, Band 4, Speyer 1837, S. 178. Google Books
15. ↑  Henrich Adolph Frindorff: Denombrement über die Herrschaft Landstuhl, Manuskript, Landstuhl 1681
16. ↑  Jacques Naudin et al., Carte n° 8, Versailles 1738. Digitalisat
17. ↑  Joseph Emanuel d'Irigoyen: Exactissima Landstuhlana Tabula, um 1775. Nachdruck 1991
18. ↑  Langbrandtner 1991, S. 127
19. ↑  Langbrandtner 1991, S. 128
20. ↑  Langbrandtner 1991, S. 130
21. ↑  Langbrandtner 1991, S. 134
22. ↑  Langbrandtner 1991, S. 135
23. 1 2  Langbrandtner 1991, S. 19